# Маккей, Дуглас
Джеймс Дуглас Маккей (англ.  Douglas McKay; 24 июня 1893, Портленд, штат Орегон — 22 июля 1959, Сейлем, штат Орегон) — американский политик, бизнесмен, 25-й губернатор Орегона в 1949—1952 годах. Член Республиканской партии.
Маккей служил в армии во время Первой мировой войны, прежде чем заняться бизнесом, где он был наиболее успешным владельцем автосалона в Сейлеме. Как республиканец, он был членом городского совета и мэром Сейлема перед избранием в Сенат штата Орегон. Маккей четыре срока служил в сенате штата, во время Второй мировой войны также служил в штате в звании майора армии, а затем в 1948 году был избран 25-м губернатором штата Орегон. срок, когда он был избран 35-м министром внутренних дел США при администрации Эйзенхауэра.

## Ранняя жизнь и бизнес-карьера
Маккей родился в Портленде, в семье фермера Эдвина Д. Маккея и его жены Минни А. Масгроув. Ограниченные средства его семьи требовали, чтобы он работал, будучи школьником. После смерти отца в 1911 году Маккей был вынужден бросить школу до получения аттестата о среднем образовании.
В возрасте 20 лет он был принят в Государственный университет Орегона в Корваллисе в качестве студента сельского хозяйства. В 1916 году Маккей был избран президентом студенческого совета. Он получил степень бакалавра наук и 31 марта 1917 года женился на Мейбл Кристин Хилл. У них родился один сын и две дочери: Дуглас, Ширли и Мэрилу Маккей. В ноябре 1939 года его сын Дуглас-младший погиб в автомобильной катастрофе.
Во время Первой мировой войны он служил в армии США в Европе, где дослужился до звания старшего лейтенанта. В бою он получил травму ноги, правой руки и плеча, за что получил медаль «Пурпурное сердце». После выписки из-за инвалидности он не мог выполнять напряженную работу, связанную с сельским хозяйством, поэтому он начал бизнес-карьеру в Портленде, продавая страховку, а затем автомобили, и дослужился до должности менеджера по продажам. После перехода на должность менеджера по продажам компания отправила его в Сейлем, где он руководил их представительством в этом городе.
В 1927 году он открыл компанию Douglas McKay Chevrolet Co., а затем открыл также дилерский центр Cadillac. Позже Маккей занимал пост президента Ассоциации автомобильных дилеров штата Орегон.

## Ранняя политическая карьера
Маккей победил на выборах в несколько местных политических офисов как республиканец, в 1932 году став мэром Сейлема и руководил этим городом после нескольких лет финансовых проблем, последовавших за Великой депрессии. По словам современного журналиста, которого цитирует биограф Герберт С. Пармет, приведение своего города к выздоровлению сделало Маккея «твердым сторонником правительства, а также бизнеса, сохраняя и охраняя свою финансовую основу».
В 1934 году Маккей был избран в Сенат штата Орегон, отбыв четыре срока, прерванный службой майором в армии во время Второй мировой войны. В 1940 году он был альтернативным делегатом Республиканского национального собрания, которое выдвинуло кандидатуру Уилки–Макнари.

## Губернатор Орегона
В 1948 году Маккей был избран губернатором на платформе фискального консерватизма и экономического развития. В качестве губернатора Маккей придерживался сбалансированного подхода к правительству штата. Он был решительным сторонником сохранения ресурсов; однако он также поддерживал вырубку старых лесов, чтобы создать рабочие места для жителей Орегона. Маккей активно выступал против плана федерального правительства по созданию Управления долины Колумбия. Он поддержал закон о переводе 95% прибыли от Комиссии по контролю за алкогольными напитками штата Орегон в общий фонд штата, а оставшаяся прибыль должна была поступать в города Орегона в зависимости от численности населения. Он выступал за расширение системы автомобильных дорог штата Орегон, поддерживая успешную эмиссию облигаций, которая привлекла $75 миллионов для Департамента автомобильных дорог штата Орегон. В 1950 году Маккей был переизбран губернатором.
Том МакКолл, который позже стал 30-м губернатором, между 1949 и 1951 годами работал исполнительным секретарем Маккея и пресс-атташе.

## Министр внутренних дел США
Маккей и президент Дуайт Д. Эйзенхауэр имели значительные идеологические разногласия: генерала отождествляли с умеренными республиканцами, а Маккей – с консервативным крылом. Опасаясь того, что у консервативного сенатора Роберта А. Тафта было мало шансов выиграть президентский пост в 1952 году, и восхищаясь его военным послужным списком и лидерскими качествами, Маккей поддержал кандидатуру Эйзенхауэра в начале кампании. После своего избрания Эйзенхауэр назначил Маккея министром внутренних дел. 27 декабря 1952 года Маккей ушел с поста губернатора Орегона.
Как министр внутренних дел США Маккей надеялся сбалансировать свою заботу о природных ресурсах с финансовой и деловой хваткой. Маккей упразднил пять подразделений в Министерстве внутренних дел, сократив четыре тысячи должностей и сократив бюджет почти на $200 миллионов. Он налаживал партнерские отношения с участием штатов, местных общественных групп, частных предприятий и федерального правительства в строительстве объектов и разработке природных ресурсов. Однако Маккей работал, чтобы предотвратить «Columbia Valley Authority» и защитить проект «Адского каньона». Маккей создал девять новых заповедников и выступил против передачи собственности Национального леса-заповедника Очита армии.
Тем не менее, он также выступал за строительство дамбы в Эхо-парке, которая затопила бы Национальный памятник динозавров. В Орегоне он разрешил горнодобывающей компании заготавливать лес; за это он подвергался критике оппонентов. В 1954 году он также поддерживал политику отмены контрактов в Индии. Либералы и защитники окружающей среды решительно осудили его, и он подал в отставку.
В 1954 году Маккей был изображен на обложке журнала «Time» от 23 августа.

## Последние годы и наследие
По настоянию Эйзенхауэра Маккей ушел в отставку 9 марта 1956 года, чтобы начиная с 15 апреля 1956 года бросить вызов Уэйну Морсу за его место в Сенате Соединенных Штатов. Он проиграл ожесточенную кампанию, в немалой степени из-за оппозиции, которую он вызвал среди природоохранных организаций штата Орегон. Эйзенхауэр заменил более консервативного Маккея в отделе внутренних дел на умеренного республиканца Фреда Э. Ситона, бывшего краткосрочного сенатора от Небраски.
Маккей умер от сердечного приступа в Сейлеме, в возрасте 66 лет и был похоронен в Мемориальном парке Белкрест в Сейлеме.
Его имя носит средняя школа Сейлема имени Дугласа Маккея, построенная в 1979 году.